# Paul Casey
Paul Alexander Casey (Cheltenham, 21 luglio 1977) è un golfista britannico, attivo principalmente nel PGA ed European Tour.

## Biografia
Originario di Cheltenham, all'età di sei anni si trasferisce con la famiglia a Weybridge, nella contea di Surrey. Inizialmente appassionato del tennis, a undici anni incomincia invece a praticare il golf. Frequenta la Hampton School e quindi lo Strode's College, prima di ottenere una borsa di studio all'Università statale dell'Arizona.
Nel 2008 sposa la cavallerizza Jocelyn Hefner, lontana cugina del fondatore di Playboy Hugh Hefner. Dopo aver vissuto nelle campagne dell'Arizona, la coppia divorzia nel 2011 citando l'impatto degli impegni lavorativi di Casey nel prosieguo del loro rapporto.
Appassionato di Formula 1, al Gran Premio di Abu Dhabi 2011 incontra la presentatrice televisiva Pollyanna Woodward, con la quale si fidanza ufficialmente nel dicembre 2013. La coppia, sposatasi nel gennaio 2015, ha un figlio.

## Carriera
Casey ha una carriera amatoriale di successo, con la vittoria di tre campionati Pac-12 consecutivi (1998, 1999 e 2000). Nel 2000 supera il record per il punteggio finale nel Pac-12, detenuto da Tiger Woods (18 sotto il par), terminando con 265 colpi (23 sotto il par), oltre ad aggiudicarsi il titolo amatoriale inglese per il secondo anno consecutivo. Durante questo periodo fa inoltre parte della fortunata squadra vincitrice alla Walker Cup 1999, dove è solamente il terzo giocatore in 77 anni a terminare l'evento con quattro vittorie e nessuna sconfitta.